# Anabathron scrobiculator
Anabathron scrobiculator is een slakkensoort uit de familie van de Anabathridae. De wetenschappelijke naam van de soort is voor het eerst geldig gepubliceerd in 1886 door Watson.